# Bahrain
Bahrain (arabisk: البحرين; tr. al-Baḥrayn), officielt Kongeriget Bahrain (arabisk: مملكة البحرين; tr. Mamlakat al-Baḥrayn) er en suveræn stat i Mellemøsten. Bahrain er en østat ved Den Arabiske Halvø i Den Persiske Bugt. Landet udgøres af en lille øgruppe omkring øen Bahrain, der ligger mellem halvøen Qatar og Saudi-Arabiens nordøstkyst, som Bahrain er forbundet med via den 25 km lange Kong Fahd-vejdæmning. Landet har 1.569.666 (2023) indbyggere, hvoraf halvdelen er udlændinge. Med et areal på 786 km2
er Bahrain det tredje mindste land i Asien efter Maldiverne og Singapore. Landets hovedstad og største by er Manama, der har 297.502(2012) indbyggere.
Bahrain var i oldtiden en del af Dilmun-civilisationen. Øriget har siden oldtiden været berømmet for perlefiskeri, og bahrainske perler blev til langt op i 1800-tallet regnet for verdens fineste. I 628 konverterede Bahrain som et af de første områder i verden til islam. Efter en periode med arabisk herredømme, blev Bahrain erobret af Portugal i 1521. Portugiserne blev fordrevet fra øerne i 1602 af den safavidiske shah Abbas 1. I 1783 blev Bahrain erobret af arabiske stammer anført af al-Khalifa-slægten, som endnu sidder på magten i landet.
I slutningen af 1800-tallet blev Bahrain efter forhandlinger med Storbritannien et britisk protektorat. D. 15. august 1971 erklærede Bahrain sig for uafhængigt. Landet var oprindeligt et emirat, men blev i 2002 erklæret for et islamisk konstitutionelt kongedømme. I 2011 var øerne skueplads for omfattende protester inspireret af Det Arabiske Forår. Bahrains herskende al-Khalifa-familie er blevet beskyldt og kritiseret for brud på menneskerettighederne, herunder fængsling, tortur og henrettelse af politiske dissidenter, oppositionsfigurer og shia-muslimer.
Bahrain var Mellemøstens første oliestat. Siden slutningen af 1900-tallet har Bahrain investeret i bank- og turismesektoren. Mange internationale finansielle institutioner har filialer i hovedstaden. Bahrain rangerer højt på FN’s HDI-liste og anerkendes af Verdensbanken som et højindkomstland. Bahrain er medlem af FN, NAM, Den Arabiske Liga, OIC og GCC.

## Historie

### Arkæologi
Hovedøen Bahrain er kendt for ca. 100.000 gravhøje fra den ca. 4.000 – 4.500 år gamle Dilmun-kultur. De dækker store arealer af øerne. Men før 1950'erne var der ingen spor af oldtidsbebyggelser. Udgravninger viste dog, at der for ca. 4.000 år siden fandtes en by, som var hovedstad for riget Dilmun. Byen blev grundlagt omkring 2.200 f.Kr. og var knudepunkt for handlen mellem Mesopotamien, Sydarabien og Indien med varer som elfenben, perler, halvædelsten, lapis lazuli, kostbare træsorter og kobber. Det mest bemærkelsesværdige fund er templet ved den nordvestlige landsby Barbar. Små segl med dyre- og menneskemotiver er også fundet. Andre fund har kileskrift, der omtaler guden Inzak. Det anses som bevis for, at kulturen på Bahrain var den Dilmun-kultur, som er omtalt i mesopotamiske kilder, der forbinder Dilmun med historier, der har tilknytning til Første Mosebog: slangen og de forbudne frugter, syndfloden og Paradisets Have
Fra nyere tid findes et portugisisk fort fra 1500-tallet, Qala'at al-Bahrain.
Danmark har et specielt forhold til Bahrain, da den danske arkæolog, professor P.V. Glob satte udgravningerne i værk i 1950'erne,
og da Bahrains Nationalmuseum fra 1980'erne havde danskeren Knud Holscher fra arkitektfirmaet Krohn & Hartvig Rasmussen som hovedarkitekt. Fra Bahrain bredte udgravningerne sig til andre Golfstater, hvor i alt 110 danskere deltog.
Forfatterne Peter Seeberg og Thorkild Hansen besøgte udgravningerne, hvilket førte til Thorkild Hansens bog Det lykkelige Arabien om Carsten Niebuhrs ekspedition.

### Oldtiden
Området, som i dag kaldes Bahrain, var et vigtigt handelscenter i mere end 4000 år. Landet har været beboet siden oldtiden. Både persere, babylonere, assyrere og senest arabere, som gjorde øen muslimsk, har boet på øerne. Bahrain har også tilhørt talrige imperier og dynastier.
Det arkæologiske fundsted ved Qal'at al-Bahrain fastslår, at der var bosætning i dette område omkring år 2300 f.Kr. Qal'at al-Bahrain var en gang hovedstaden i landet og sandsynligvis havn i den dilmunske civilisation, men det er usikkert, hvor den dilmunske civilisation egentlig lå.
Fra 500-tallet til 200-tallet f.Kr. var Bahrain en del af det Achaemenidiske dynasti. I 200-tallet f.Kr. kom området under Partherrigets kontrol. Partherriget strakte sig helt til Oman i syd, og det etablerede garnisoner flere steder langs sydkysten af Den Persiske Bugt.
Alligevel blev Partherriget besejret i år 228, og Sasanide-dynastiet tog kontrol over området. Den første konge i dynasiet, Ardasjir I af Persien, afsatte Partherrigets guvernør i Bahrain. Hans søn Sjahpur I af Persien blev den nye guvernør i Bahrain. Navnet Bahrain blev i denne periode brugt om både Al-Hasa, Qatif, Kuwait, Qatar og Awal-øerne (nutidens Bahrain). Awal var også navnet på en gud, som blev tilbedt i disse områder. Sasanide-dynastiet eksisterede længe, og først i 600-tallet gik det til grunde.

### Islam og kolonitiden
Folket i Bahrain var blandt de første til at modtage Islam, og det skete i 629. På det tidspunkt var det Muhammed, som regerede over det meste af den arabiske halvø, og hans guvernør i Bahrain hed Al-Ala'a Al-Hadrami. I 692 blev Khamis-moskeen bygget som en af de første i Bahrain.
I 899 overtog Quarmatianerne Bahrains hovedstad, indtil de i 1076 blev slået af al-Hasa-dynastiet, som beholdt kontrollen over Bahrain helt til 1235, da herskerne over Fars i en kort periode havde kontrol over landet. I 1253 greb Usfirderne kontrollen over det østlige Arabien med Bahrain. I 1330 blev øerne overtaget af herskerne af Ormus.
Bahrain blev underlagt Portugal i 1521. Portugiserne blev forvist af kong Abbas I af Persien i 1602, og landet blev en del af det persiske Safavide-dynasti til 1783. Bahrain blev invaderet af Oman i 1717 og 1738.
I 1783 blev perserne fordrevet fra landet af sunni-muslimske arabiske stammer, ledet af al-Khalifah-familien. Perserne prøvede at genvinde kontrollen over Bahrain, hvilket resulterede i flere hårde slag.

### Bahrain bliver selvstændigt
Under indtryk af persiske og tyrkiske ambitioner om overherredømme knyttede Bahrain sig tættere til Storbritannien, og i henhold til aftaler indgået i 1881 og 1891 fik Bahrain status af et britisk protektorat.
Bahrain var det politiske hovedkvarter for briterne i Den Persiske Bugt, til de trak sig ud af landet i 1971. Det var egentlig planen, at landet skulle blive en del af føderationen De Forenede Arabiske Emirater, men landet valgte at blive selvstændigt. Iran gjorde fortsat krav på Bahrain, men presset fra både Storbritannien, USA og FN førte til, at Iran opgav sine krav. Emiren under frigørelsesprocessen var Isa ibn Salman al-Khalifa (1933-1999).
Et år efter at landet fik sin selvstændighed, blev der grundlagt en lovgivende forsamling. I juni 1973 fik landet sin egen forfatning, og i december samme år blev nationalforsamlingen åbnet. Den bestod af 30 folkevalgte medlemmer og regeringens 12 medlemmer. I 1974 blev nationalforsamlingen opløst af emiren.
I 1981 blev et kupforsøg mod emiren afværget. Kuppet blev iscenesat af muslimske fundamentalister. Alle, som blev arresteret i forbindelse med kupforsøget, var shia-muslimer. Årsagen til kupforsøget var formodentlig, at shia-muslimerne bliver undertrykt af det sunni-muslimske mindretal.

Emir Isa ibn Salman al-Khalifa døde i 1999, hvorefter sønnen Hamad ibn Isa Al Khalifah overtog magten. Allerede i marts 1999 igangsatte Al-Khalifah flere politiske reformer. Alle politiske fanger blev løsladt, kvinder fik stemmeret, og der blev afholdt parlamentsvalg. Der blev desuden foretaget en forfatningsændring. Bahrain, der tidligere var et emirat, blev nu officielt kaldt en "stat", men blev erklæret som et kongedømme i 2002.

## Politik og regering

### Styreform
Bahrain er et kongedømme styret af al-Khalifah-familien. Parlamentet har to kamre. Det ene består af medlemmer som er valgt af folket, og det andet består af medlemmer som er valgt af kongen. Begge kamrene har 40 medlemmer. De største politiske partier er Bahrains befrielsesfront, Det socialistiske-arabiske Baath-parti, Den islamske nationale sammenslutning og Den arabiske nationalistbevægelse.
I 1972 blev der oprettet en lovgivende forsamling, men den blev opløst af kong Isa ibn Salman Al Khalifah i 1975. Siden 1972 har det været voksende uro og protester blandt shiamuslimerne i landet. De er utilfreds med deres lave sociale status under den sunnimuslimske al-Khalifah-familie. Alligevel har landet i de sidste år udviklet sig i mere demokratisk retning. Før hed statsoverhovedet emir, men i 1999 blev titlen ændret til konge. Statsministeren er leder af regeringen. Begge disse stillinger er besat af al-Khalifah-familien, som tager beslutninger i samråd med ministrene. Hamad ibn Isa Al Khalifah er konge og hans onkel, Khalifah Bin Sulman al-Khalifah er statsminister. Kong Hamad har arbejdet for at forbedre menneskerettighederne og har indført demokratiske reformer. Lokalvalg blev afholdt i 2002, og valg til den lovgivende forsamling blev afholdt i 2004.
De fleste af de shiitiske grupper boykottede parlamentsvalget i 2006, og det største oppositionsparti, Al Wefaq, vandt 17 af underhusets 40 pladser. I 2010 blev Al Wefaqs pladser i parlamentet forøget til 18.
Bahrain er medlem af blandt andet Den Arabiske Liga og Den Internationale Valutafond.
Bahrain er allieret med Saudi Arabien, der anses som garant for al-Khalifa familiens bevarelse af magten og landets politiske og økonomiske stabilitet.
Flertallet i Bahrains befolkning er shiiter, mens den regerende Al-Khalifa-familie er sunni-muslimer. Denne deling bidrager til spændinger i samfundet.
Formodentlig inspireret af Oprøret i Egypten i 2011 var der i februar 2011 flere demonstrationer mod styret i Bahrain. Militæret blev sat ind for at slå demonstrationerne ned. De mange døde og kvæstede har trukket fronterne mellem magthaverne og oppositionen skarpere op.

### Militær
Bahrain har et lille men godt udstyret militær, Bahrain Defence Force. Militæret er inddelt i flere afdelinger som marinen og luftvåbenet. Begge afdelinger er udstyret med moderne våben. Militæret har blandt andet F-16 jagerfly, Sikorsky UH-60 Black Hawk helikoptere og M60 Patton kampvogne. Regeringen bruger omkring 320 millioner dollar om året på militæret.
1987 blev der af militære årsager bygget en bro til Saudi-Arabien, stridkræfterne blev omorganiseret til separate delstridskræfter, og i 1990 kom de første US-stridskræfter til Bahrain. De amerikanske flybaser i landet spillede en vigtig rolle under Golfkrigen. I 1991 undertegnede de to lande en aftale om militært samarbejde, som giver USA's forsvar adgang til Bahrains militære udstyr. Desuden har USA fået en base i Juffair ved Manama. Efter Golfkrigen har Bahrain til gengæld modtaget ekstra militærstøtte fra USA.
I den anden Golfkrig og i Irakkrigens blev Bahrain ligeledes en vigtig base for USA.
I forbindelse med striden om Hawar-øerne udbrød der tre væbnede grænsekonflikter mellem Qatar og Bahrain, som fandt sin afslutning i marts 2001, hvor Den Internationale Domstol i Haag tilkendte Bahrain øerne. Qatar har accepteret dommen, og forholdet mellem de to lande er stærkt forbedret.

### Guvernementer
Bahrain består af fem guvernementer. Frem til 3. juli 2003 var Bahrain inddelt i tolv kommuner.
1. Hovedstadsguvernementet består af dele fra de tidligere kommuner Al Manamah og Jidd Haffs. Bahrains hovedstad Manama ligger i distriktet.
2. Centrale guvernement består af dele fra de tidligere kommunene Al Mintaqah al Wusta, Ar Rifa' wa al Mintaqah al Janubiyah, Madinat og 'Isa og Sitrah.
3. Muharraq guvernement består af de tidligere kommuner Al Hadd og Al Muharraq.
4. Nordlige guvernement består af dele fra de tidligere kommunene Al Mintaqah al Gharbiyah, Al Mintaqah al Wusta, Al Mintaqah al Shamaliyah, Jidd Haffs og Madinat Hamad.
5. Sydlige guvernement består af dele fra de tidligere kommuner Al Mintaqah al Gharbiyah, Ar Rifa' wa al Mintaqah al Janubiyah og Juzur Hawar.

## Geografi
Bahrain består af en øgruppe på 36 øer i Den Persiske Bugt, der ligger mellem Saudi-Arabiens nordøstkyst og halvøen Qatar. Den største ø er øen Bahrain, som er 48 km lang og 18 km bred. Der ligger også landets højeste punkt, Jabal ad Dukhan, som er 122 meter over havet. Nogle af de andre øer er Sitrah, Muharraq, Nabih Saleh, Jidda og Umm an Nasan.
92 % af landet består af ørken. Klimaet i landet er varmt og ørkenpræget. Der findes en frugtbar skovstribe på Bahrains nordkyst med daddelpalmer, Figentræer og granatæbletræer. Den gennemsnitlige årsnedbør er 72 mm. Det meste af nedbøren kommer om vinteren og om foråret, fra november til marts. Gennemsnitstemperaturen er 17 °C i januar og 34 °C i august. Som en østat har Bahrain ingen landegrænser. Kystlinjen er 161 kilometer lang. Landet har ingen ferskvandssøer, og derfor må hele vandbehovet dækkes af grundvand og havvand, som er renset for salt.
Bahrain har store miljøproblemer, blandt andet med nedbrydning af dyrkbar jord, skader på de mange koralrev og skader på livet i havet i forbindelse med olieudslip.[kilde mangler]

## Økonomi
Dette afsnit eller denne liste er kun påbegyndt. Hvis du ved mere om emnet, kan du hjælpe Wikipedia ved at tilføje mere.

Bahrains økonomi er baseret på eksport, hvoraf 60% er udvundet olie.[kilde mangler] Bahrain var Mellemøstens første oliestat. Siden slutningen af 1900-tallet har Bahrain også investeret i bank- og turismesektoren. Mange internationale finansielle institutioner har filialer i hovedstaden. Bahrain rangerer højt på FN’s HDI-liste og anerkendes af Verdensbanken som et højindkomstland.

## Infrastruktur
Dette afsnit eller denne liste er kun påbegyndt. Hvis du ved mere om emnet, kan du hjælpe Wikipedia ved at tilføje mere.

### Transport
Øen Bahrain har en 25 km lang vejforbindelse til Saudi-Arabien via dæmninger og broer, den 25 km lange Kong Fahd-vejdæmning.

## Demografi
I 2010 boede der ca. 1.047.814 personer i Bahrain, deraf 529.446 bahrainere og 517.368 udlændinge.
Den største aldersgruppe i landet er personer i alderen 30 til 34 år. Disse udgør 11,1% af befolkningen.

### Sprog
Arabisk er det officielle sprog, men engelsk tales meget både af indbyggerne og magthaverne. Derudover er der mindretal, som taler persisk, urdu og andre asiatiske sprog.

### Religion
Den officielle religion i landet er islam. 81,2% af indbyggerne er muslimer, 9% er kristne og resten er tilhængere af andre religioner. Bahrain er det andet land i Den arabiske verden med den næsthøjeste procentandel kristne efter Libanon, og det eneste med en jødisk minoritet. Der er usikkerhed om antallet af sunnimuslimer og shiamuslimer i landet, men det antages, at omkring 33% af muslimerne er sunnimuslimer, og at de 66% er shiamuslimer.

### Byer i Bahrain
1. Manama – 297.502(2012)[6]
2. Ar-Rifā‘ – 115.495(2012)[14]
3. Al-Muharraq – 176.583
4. Madinat Hamad – 133.550[15]
5. A'ali – 51.400
6. 'Isa – 39.800
7. Sitrah – 37.100
8. Al-Budayyi' – 33.200
9. Jidd Haffs – 32.600
10. Al-Malikiyah – 14.800

## Kultur

### Sport
Dette afsnit eller denne liste er kun påbegyndt. Hvis du ved mere om emnet, kan du hjælpe Wikipedia ved at tilføje mere.

Ved Sommer-OL 2008 vandt den marokkansk-fødte Rashid Ramzi guld for Bahrain i 1500 meter løb.
Bahrains herrehåndboldlandshold har vundet sølv fire gange ved de asiatiske mesterskaber, og deres bedste placering ved et verdensmesterskab er en 20. plads ved VM i 2019. Holdets træner er Halldór Jóhann Sigfússon.